# Big Mama Thornton
Big Mama Thornton, vlastním jménem Willie Mae Thornton, (11. prosince 1926 – 25. července 1984) byla americká zpěvačka. Její matka zpívala v kostelním sboru a ona sama zpívala již od dětství (spolu se svými šesti sourozenci). Svou kariéru zahájila koncem čtyřicátých let. V roce 1951 podepsala nahrávací smlouvu se společností Peacock Records. Následujícího roku nahrála první verzi písně „Hound Dog“ od autorské dvojice Jerry Leiber a Mike Stoller. Píseň vyšla až v březnu 1953 a stala se hitem. Později vydala řadu dalších nahrávek. Zemřela ve věku 57 let v Los Angeles. V roce 1984 byla uvedena do Blues Hall of Fame.